# Veronica Kristiansen
Veronica Egebakken Kristiansen (* 10. Juli 1990 in Egersund, Norwegen) ist eine norwegische Handballspielerin, die dem Kader der norwegischen Nationalmannschaft angehört.

## Karriere

### Verein
Veronica Kristiansen begann das Handballspielen in Mjøndalen und lief anschließend für Reistad IL auf. Ihre nächste Station war Våg Vipers, für die sie in der Saison 2009/10 erstmals in der Postenligaen, die höchste norwegische Spielklasse, auflief. 2011 schloss sich die Rückraumspielerin dem norwegischen Zweitligisten Glassverket IF an. In der folgenden Saison erzielte Kristiansen 203 Treffer und stieg mit Glassverket in die Postligaen auf. In der Spielzeit 2013/14 belegte sie mit 140 Treffern den zweiten Platz in der Torschützenliste der Postligaen. Ab dem Sommer 2015 lief sie für den dänischen Erstligisten FC Midtjylland Håndbold auf. Mit Midtjylland gewann sie 2015 den dänischen Pokal. Im Jahr 2017 wurde sie zu Dänemarks Handballerin der Jahres gewählt.
Seit dem Sommer 2018 steht sie beim ungarischen Spitzenverein Győri ETO KC unter Vertrag. Mit Győr gewann sie 2019, 2022, 2023 und 2025 die ungarische Meisterschaft, 2019 und 2021 den ungarischen Pokal sowie 2019 und 2025 die EHF Champions League. Inmitten der Saison 2022/23 legte sie aufgrund ihrer ersten Schwangerschaft eine Pause ein. Nachdem Kristiansen im Juli 2023 eine Tochter zur Welt gebracht hatte, nahm sie im September 2023 das Training bei Győri ETO KC auf. Im Jahr 2024 wurde sie erneut schwanger. Nach der Geburt ihres Sohnes kehrte sie im März 2025 wieder in den Kader von Győri ETO KC zurück.

### Nationalmannschaft
Veronica Kristiansen bestritt anfangs 14 Länderspiele für die norwegische U18-Nationalmannschaft sowie 30 Partien für die U20-Nationalmannschaft. 2009 gewann sie die U-19-Europameisterschaft sowie 2010 die U20-Weltmeisterschaft. Am 20. März 2013 bestritt sie ihr erstes Länderspiel für die norwegische A-Nationalmannschaft. Mit Norwegen nahm sie an der Weltmeisterschaft 2013 teil, wo sie sechs Treffer in sieben Spielen erzielte. 2014 gewann Kristiansen mit Norwegen das Finale der Europameisterschaft. Ein Jahr später gewann sie die Weltmeisterschaft. Bei den Olympischen Spielen 2016 in Rio de Janeiro gewann sie die Bronzemedaille. 2016 gewann sie zum zweiten Mal den EM-Titel. Ein Jahr später gewann sie die Silbermedaille bei der Weltmeisterschaft in Deutschland. 2020 gewann sie zum dritten Mal den EM-Titel. Im Turnierverlauf erzielte sie 19 Treffer. Mit der norwegischen Auswahl gewann sie die Bronzemedaille bei den Olympischen Spielen in Tokio. Kristiansen erzielte im Turnierverlauf insgesamt 32 Treffer. 2021 gewann sie zum zweiten Mal die Weltmeisterschaft. Bei den Olympischen Spielen in Paris gewann sie die Goldmedaille.

## Privates
Ihre Schwestern Charlotte Kristiansen und Jeanett Kristiansen liefen in der höchsten norwegischen Spielklasse auf.